# Ronnie Tober
Ronald Edwin (Ronnie) Tober (Bussum, Holanda do Norte,  21 de abril de 1945) é um cantor neerlandês.

## Primeiros tempos
Tober nasceu em Bussum, Países Baixos, mas com apenas 3 anos partiu com a sua família para os Estados Unidos, onde viveram em Albany, a capital do estado de Nova Iorque. Frequentou a Igreja Episcopal de S. Peter em Albany, tendo sido aí soprano soloista.
Convidado para aparecer no "The Teen Age Barn", um programa televisivo de uma cadeia afiliada à CBS a WRGB, ele cantou semanalmente durante anos. Durante esse tempo. ele surgiu como convidado do cantor Perry Como na televisão, onde ambos interpretariam o famoso tema O Holy Night. Ele também participou como convidado da série Route 66 com George Maharis e Martin Milner e surgiu ainda no The Ed Sullivan Show.
Tober cantou também para outras pessoas famosas, como John F. Kennedy, o então vice-presidente dos Estados Unidos Richard Nixon na companhia de W. Averell Harriman e Nelson Rockefeller, ambos governadores do estado de Nova Iorque.
Tober representou o papel de Tony no musical The Boy Friend e de  Billy Jester na película Little Mary Sunshine. Tober gravou o seu primeiro disco em 1959, intitulado Who Taught You How To Love.

## Regresso aos Países Baixos

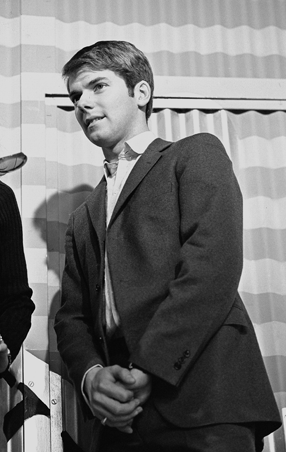
Ronnie Tober em 1968

Em 1963, enquanto visitava a sua avó nos Países  Baixos surgiu no programa "Off The Cuff", um programa televisivo apresentado por  Willem Duys. Baseado na reação positiva à sua atuação ele decidiu voltar a viver no seu país natal. Assinou com a gravadora/editora musical Phonogram/Philips e produziu o seu primeiro disco em neerlandês chamado Iedere Avond (Todas as noites) em 1964.
Em 1966 venceu o Festival Internacional da Canção de Sopot em Sopot, Polônia devido ao seu Pot-pourri Showtime on Broadway. Tober representou os Países Baixos no Festival Eurovisão da Canção 1968 com a canção Morgen.
Tober participou e vários programas da  AVRO e da KRO e os seus convidados foram entre outros Vikki Carr, Roger Whittaker e Nancy Wilson.

## Vida pessoal
Tober é gay e casou-se com Jan Jochems em 24 de fevereiro de 1998, com quem vivia desde 1968. Em 1999, foi-lhe diagnosticado câncer de bexiga e foi submetido a quimioterapia.

## Filantropia
Em 2002 fundou a Ronnie Tober Foundation (Fundação Ronnie Tober) para ajudar a apoiar pessoas com deficiências no seu desenvolvimento pessoal através de trabalhos culturais e musicais.

## Discografia
- Who Taught You How To Love-1959 Guy Records USA
- Iedere Avond - 1964
- Al Jolson Hits -1965
- Geweldig -1965
- Geweldig/Iedere Avond -1965
- Marijke Uit Krabbendijke - 1965
- Verboden Vruchten - 1965
- Verboden Vruchten - 1965 (Ronnie's tweede EP....)
- Wat Was Jouw Bedoeling - 1965
- The Ronnie Tober Show - 1965
- Tunes van Toen - 1965
- Merci Cherie - 1966
- More Than Love - 1966
- Niets Dan Zorgen Geeft Zij Mij - 1966
- Zij Draagt Mijn Naam - 1966
- De Beste van Ronnie Tober - 1966
- Sopot 1966 - 1966
- Onbereikbaar Ver - 1967
- Put Your Head On My Shoulder - 1967
- Alleluja No. 1 - 1968
- Mexico - 1968
- Morgen - 1968
- Someday - 1968 (De Engelse versie uitgebracht op Decca en opgenomen in de Londense studio.)
- Ronnie's Songparade - 1968
- Ronnie's Songparade 2 - 1968
- Arrivederci Ans - 1969
- M'n Papegaai - 1969
- Wiederseh'n - 1969
- Waar Zijn De Dagen - 1969
- Ronnie Tober Successen - 1969
- Christina - 1970
- Carmen - 1971
- Laat Me Niet Alleen - 1971
- Voor Sandra - 1971
- Kerstfeest Met Ronnie Tober - 1971
- Een Vuist Vol Hollandse Hits! - 1971
- Alle 13 Goed deel 1 - 1971
- Met Een Roos In Je Blonde Haren - 1972
- Joseph, Joseph - 1972
- Petite Mademoiselle - 1972
- Ronnie & Gonnie "Met liedjes het land in" - 1972
- Alweer Alle 13 Goed - 1972
- Het Beste Uit...Muziek in uw Straatje - 1972
- Gitte, Bitte - 1973
- Petites Mesdemoiselles - 1973
- Yesterdays Dreams - 1973
- Hollands Kwartet - 1973
- Vol Met Super! deel 1 - 1973
- Een Witte Eend - 1974
- Mama Weet Wat Goed Is - 1974
- Koelewijk Behoeft Geen Frans - 1974
- Met Vlag en Wimpel! - 1974
- Prima! Prima! (The hot hits of today) - 1974
- Alleen - 1975
- Een Heel Gelukkig Kerstfeest - 1975
- Een Witte Eend (lenteversie) - 1975
- Naar De Kermis - 1975
- Petite Mademoiselle (Spanje) - 1975
- Alle 13 Goed ! deel 8 - 1975
- Liedjes van Johnny Holshuysen - 1975
- Tanz Mit Mir Samba Margarita - 1976
- Pootje Baaien - 1977
- Rosemarie - 1977
- Speel Nog Een Liedje Orgelman - 1977
- Dat Was 'n Kus - 1978
- 15 Jaar Ronnie Tober - 1978
- De Zon In M'n Hart - 1979
- Glory Glory Halleluja - 1979
- You Are My Sunshine - 1979
- Love me with all of your heart - 1980
- De Zon In M'n Hart - 1980
- Ik Ben Zo Eenzaam Zonder Jou - 1981
- Dubbel Goud - 1981
- Christmas Around The World - 1981
- Olé Espana - 1982
- Zomer, Zon En Witte Stranden - 1983
- Leven Met Jou - 1986
- Afscheid Nemen Doet Pijn - 1987
- Lolita - 1987
- De Nacht Van M'n Dromen - 1988
- Holland Amerika Story - 1988
- Voor Altijd En Eeuwig - 1988
- 25 Jaar Ronnie Tober - 1988
- Zilver - 1988
- 4 Gouden Hits - 1989
- Morgen Schijnt De Zon Voor Jou - 1989
- Jij Bent 't Helemaal - 1990
- Zoals ik ben - 1990
- 'n Lange Hete Zomer - 1991
- Ronnie Tober en Gonnie Baars 28 Populaire Liedjes - 1991
- Ronnie Tober Nu - 2008
- Ronnie Tober en Willeke D'estell Kom in m'n armen - 2010
- Ronnie Tober en Willeke D'estell De Zomer komt weer gauw - 2011
- De Mooiste duetten aller tijden - 2011
- Terug in de Tijd - 2011
- Er is niemand zoals jij - 2012
- Ronnie Tober, duet with Belinda Kinnaer - Het zijn van die kleine dingen - 2012
- Marco de Hollander en Ronnie Tober - Twee artiesten, hand in hand - 2012
- Kom in mijn armen vannacht - 2012
- Altijd - 2012
- Dank U Majesteit - 2013
- Duet with René Riva
- Majesteit, ik vind u geweldig - 2013
- Van Toen naar het Heden - 2013
- Duet with Edwin van Hoevelaak
- Ronnie Tober & Friends -2013
- Album with duets
- Ronnie Tober & Belinda Kinnaer - Geluk -2014[1]
- Ronnie Tober - Vaarwel, Adios... -2015[1]